# (13052) Las Casas
(13052) Las Casas est un astéroïde de la ceinture principale.

## Description
(13052) Las Casas est un astéroïde de la ceinture principale. Il fut découvert par Eric Walter Elst le 22 septembre 1990 à l'ESO. Il présente une orbite caractérisée par un demi-grand axe de 2,64 UA, une excentricité de 0,036 et une inclinaison de 4,13° par rapport à l'écliptique.
Il fut nommé en hommage au prêtre catholique Bartolomé de las Casas (1474-1565).

## Compléments